# فريد النقراشي
فريد النقراشي (11 يونيو 1974-)، ممثل مصري ومدرب تمثيل و شاعر ومحاضر وخادم في الكنيسة القبطية الأرثوذكسية وأيضًا كاتب له العديد من المؤلفات التي تختص بعلوم التمثيل، ولد بمحافظة سوهاج،

## حياته
انتقل إلى القاهرة وسكن في إحدى أحياء شبرا، أحب الفن، درس التمثيل والإخراج في المعهد العالي للفنون المسرحية، واستكمل دراساته حتى حصل على الماجستير والدكتوراة، وعمل أيضًا بعد تخرجه كأستاذً في علوم المسرح بكلية الآداب بجامعة حلوان، وعمل كممثل بالمسرح والسينما والتلفزيون، قدم العديد من المسلسلات التليفزيونية والأفلام السينمائية والأعمال الإذاعية والبرامج المدبلجة، وحصل بعضها على جوائز من مهرجانات دولية، كما قدم العديد من العروض المسرحية منها عرض «الإدانة» إخراج هاني البنا، ومسرحية «اللي شالوا الهمزة»، وشارك في مسلسل العار وساحرة الجنوب، ولاد ناس، ونصيبي وقسمتك، و (الكبير أوي 4) و(راجل وست ستات 7)، وشارك في بعض الأفلام الدينية المسيحية بأدوار البطولة مثل فيلم (نسر البرية) وفيلم (ضيف من السما). كما أن له مؤلفات عديدة مثل كتاب (الجسد المقدس). و كتاب "أعماق روحية لنسر البرية".

## أعماله الفنية

### الأفلام
1. ضغط عالى 2019
2. عمود فقرى 2016
3. قبل الرببع 2013
4. مستر اند مسز عويس 2012 (الرائد على الجندى)
5. اى.يو.سى 2011 (الشاعر وحيد التمخ)
6. عائله ميكى 2010
7. ايام صعبه 2009 (صفوت خرابه)
8. المشتبه 2009 (مراد)
9. قص ولصق 2007 (على صديق زينب)
10. ديل السمكه 2003 (حمد الفجعان/ أبو طلال)
11. معالى الوزير 2002 (ضابط الحراسات)
12. عاوزين لعب 2002 (بندق القهوجى)
13. لو كان ده حلم 2001

### المسلسلات
1. ولاد ناس 2021
2. نصيبى وقسمتك ج2 2017
3. ستات قادرة 2016 (حسام عبد العال)
4. ساحرة الجنوب ج2 2016 (زكريا)
5. ساحرة الجنوب ج1 2015 (زكريا)
6. الكبير أوى ج4 2014
7. أنا المصرى 2012
8. الوهم 2012
9. أبن موت 2012
10. الزناتى مجاهد 2011
11. العار (مسلسل) 2010 (مصطفى)
12. القطه العمياء 2010 (عاصم الروجى)
13. بالشمع الاحمر 2010
14. جنه و نار 2009
15. بعد الفراق 2008
16. مباراة زوجية 2006
17. السندريلا 2006 (مفيد فوزى)
18. ينابيع العشق 2005
19. المنادى 2005
20. أوراق مصرية ج3 2004 (محمد حسنين هيكل)
21. عباس الابيض في اليوم الاسود 2004
22. الدم والنار 2004
23. بوابه الحلوانى ج3،4 2001
24. بيت العلالى (2000)
25. اوان الورد 2000
26. الحسن البصرى 2000
27. قلوب عطشى

### أفلام دينية مسيحية
1. نسر البرية 2014 (أبونا فلتاؤس السريانى)
2. ضيف من السما 2014 (الراهب اندراوس الصموئيلي)
3. البابا كيرلس في الطاحونة
4. الانبا كاراس
5. القديس ابسخيرون القليني
6. الارشيدياكون حبيب جرجس
7. رساله سماويه في عاصفه هوائيه
8. انت فين يا ابو سيفين
9. الراهب الصامت 2008 (ابونا يسطس الانطونى)
10. المتوحد البابا كيرلس السادس
11. ام الغلابة
12. القديسة مهرائيل
13. أبونا بيشوي كامل عن قصة حياة القمص بيشوى كامل
14. حدث في تلك الليلة (من الادب الروحي لقداسة البابا الأنبا شنوده التالت (بابا اسكندريه))
15. الشهيد كيرياكوس وامه يوليطة
16. القديس الشهيد بشنونة

#### المسرحيات
1. 1999: كتكوت في المصيدة.
2. 1999: فتافيت الماس.

### سيت كوم
1. عفاريت عصمت 2018
2. راجل و ست ستات ج7 2010
3. شطحات نسائية 2009

### أفلام قصيرة
1. طرح الصبار 2006 (حامد موظف في الجمعية)

## روابط خارجية
- فريد النقراشي على موقع IMDb (الإنجليزية)
- فريد النقراشي على موقع الدهليز
- فريد النقراشي على موقع قاعدة بيانات الأفلام العربية